# Slovenský Sion
Slovenský Sion szlovák nyelven megjelenő katolikus lap volt a Magyar Királyságban. Szakolcán adták ki 1869 és 1873 között. Havonkénti periodicitással jelent meg. A lap kiadása Pavol Blaho nevéhez fűződik.